# シーダー郡区 (アイオワ州カルフーン郡)
シーダー郡区 (Cedar Township) は、アメリカ合衆国アイオワ州カルフーン郡にある16の郡区の一つである。2000年の国勢調査で、人口は408人だった。

## 地理
シーダー郡区は93.7平方キロメートル（36.19平方マイル)で、リナードとサマーズが含まれる。アメリカ地質調査所によると、この郡区はCedarの1つの霊園が含まれる。